# Pantalla d'enfocament

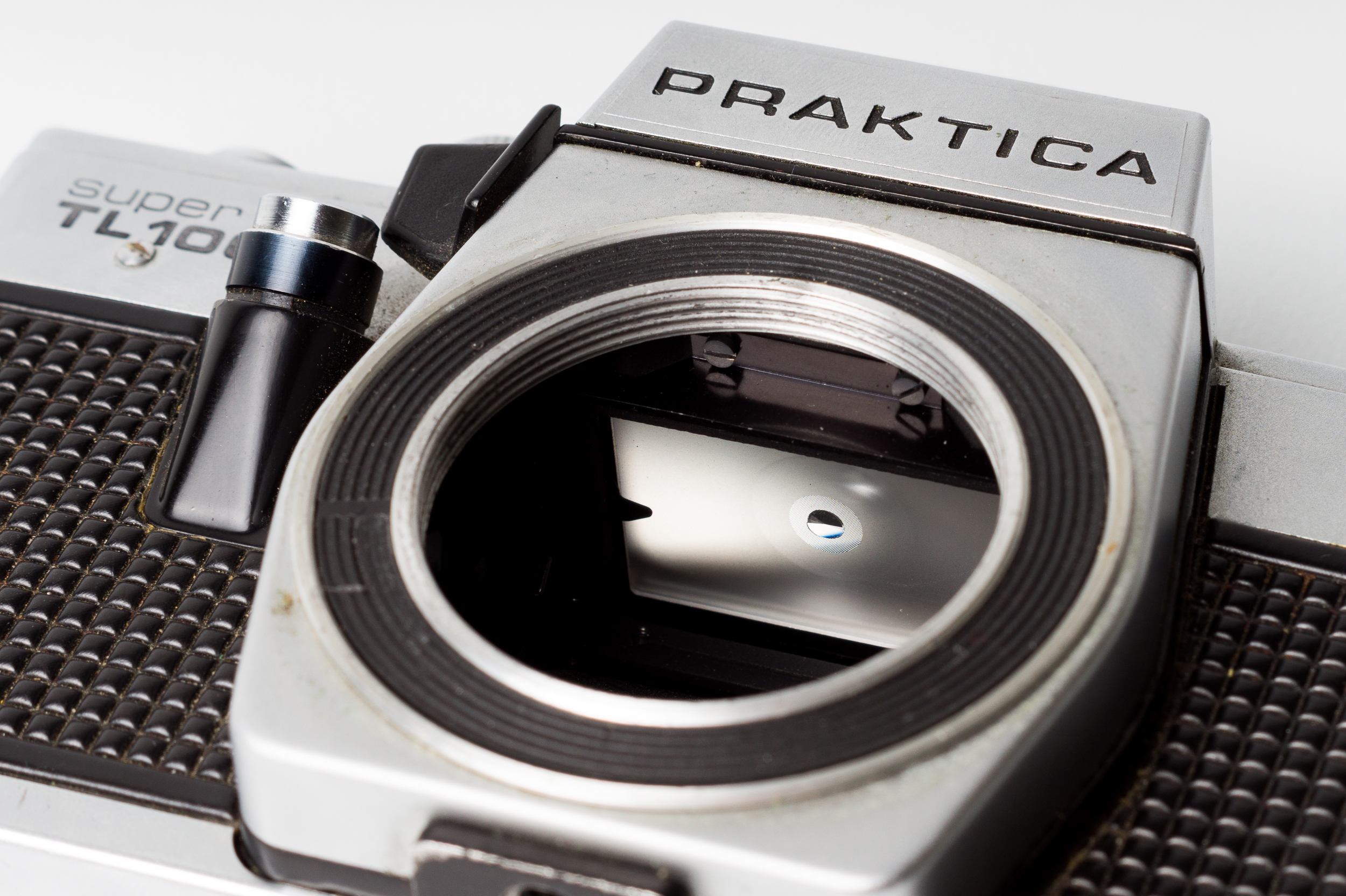
Pantalla d'enfocament d'una Praktica Super TL1000

Ubicació de la pantalla d'enfocament (5) en una càmera SLR

La pantalla d'enfocament està feta d'un material trasl·lúcid i pla, bé sigui un vidre esmerilat o una lent de Fresnel, que trobem als sistemes de les càmeres i permet a l'usuari poder previsualitzar la imatge que s'emmarca en un visor, permet veure i enfocar la imatge que forma l'objectiu. Sovint, les pantalles d'enfocament estan disponibles en diferents variants, cada una amb unes marques gravades en ella diferents, depenent del propòsit pel qual s'hagin de fer servir. Per exemple, una pantalla d'enfocament completament mat sense marques gravades sol ser una opció popular per astrofotografia i altres situacions de baixa lluminositat.
La història de la pantalla d'enfocament és tan llarga com la història de la càmera mateixa. Algunes càmeres primitives eren una caixa amb una tauler que tenia l'objectiu just al davant i una pantalla d'enfocament a la part posterior, la qual era reemplaçada per la placa o la pel·lícula just abans de realitzar la fotografia.

#### Càmeres SLR sense autofocus
El tipus de pantalla d'enfocament més comú és el que trobem a les càmeres SLR sense autofocus de 35mm; és el de pantalla dividida i cèrcol microprisma de variació que ajuda a enfocar. Es va tornar estàndard a la dècada de 1980. El cèrcol microprisma trenca la imatge tret que aquesta estigui correctament enfocada; la pantalla dividida mostra part de la imatge separada en dues parts. Quan les dues parts estan alineades la imatge està correctament enfocada. L'inconvenient és que el prisma té una considerable pèrdua de llum, fent que enfocar la imatge en condicions de baixa lluminositat sigui un fet pràcticament impossible. Comparem-ho amb el mecanisme d'enfocament d'una càmera telemétrica.
Antigament s'havia d'escollir entre tenir brillantor o bé precisió; les càmeres manuals antigament se centraven en l'agudesa perquè necessitaven enfocar de manera precisa. Actualment, tenim uns sistemes d'autofocus que permet maximitzar tant la brillantor com la precisió.
En resum, la pantalla d'enfocament utilitzada a les càmeres SLR incorpora normalment una lent de Fresnel i alguns dispositius per facilitar l'enfocament, típicament un anell de microprismes, un telèmetre d'imatge o ambdues coses.

#### Càmeres SLR amb autofocus
Les càmeres SLR amb autofocus, tant digitals com de pel·lícula, usualment tenen una pantalla llisa. Alguns models tenen marques gravades per indicar les zones en les quals la càmera realitza l'enfocament o calcula l'exposició. Moltes càmeres SLR professionals i de rang mitjà posseeixen pantalles llises amb un LCD monocromàtic superposat que mostra els punts d'enfocament segons sigui necessari.

#### Pantalles d'enfocament intercanviables
En algunes càmeres la pantalla d'enfocament és intercanviable, la qual cosa permet utilitzar sempre la més adequada en camps especialitzats, o la que més s'adapti a les circumstàncies del context i doni comoditat al fotògraf.
Les càmeres professionals donen al fotògraf la possibilitat d'escollir el tipus de pantalla d'enfocament que es vol, i depenent del model de la càmera, són més o menys fàcils de reemplaçar. Per a situacions amb poca llum, l'opció és una pantalla llisa; per a imatges d'arquitectura o per a objectius de gran angular, s'utilitzada una pantalla amb una graella o quadrícula gravada perquè facilita l'enquadrament d'elements verticals i horitzontals i controla la distorsió de la perspectiva; per a un ràpid enfocament, es sol utilitzar la pantalla dividida, etc.
Les càmeres amb formats de pel·lícules intercanviables (càmeres de visió, càmeres de camp i algunes càmeres de format mitjà) poden tenir marques gravades a la pantalla d'enfocament per mostrar els límits de les pel·lícules. Moltes d'aquestes càmeres tenen tant pantalles llises com pantalles amb quadrícula perquè degut a la grandària de la pantalla d'enfocament, l'única ajuda per a l'enfocament realment necessària és una lupa.

## Galeria d'imatges

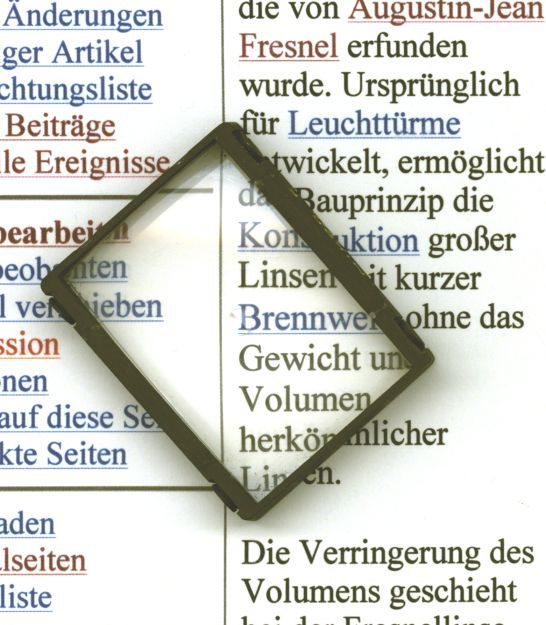
Pantalla d'enfocament estàndard de la Nikon F (1959-1971)
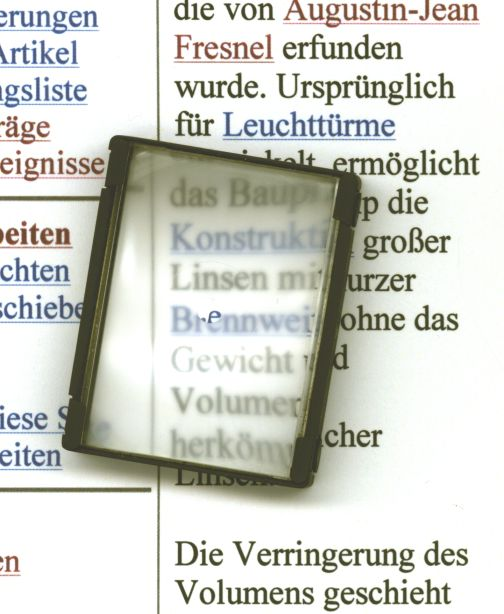
L'altre costat de la mateixa pantalla d'enfocament
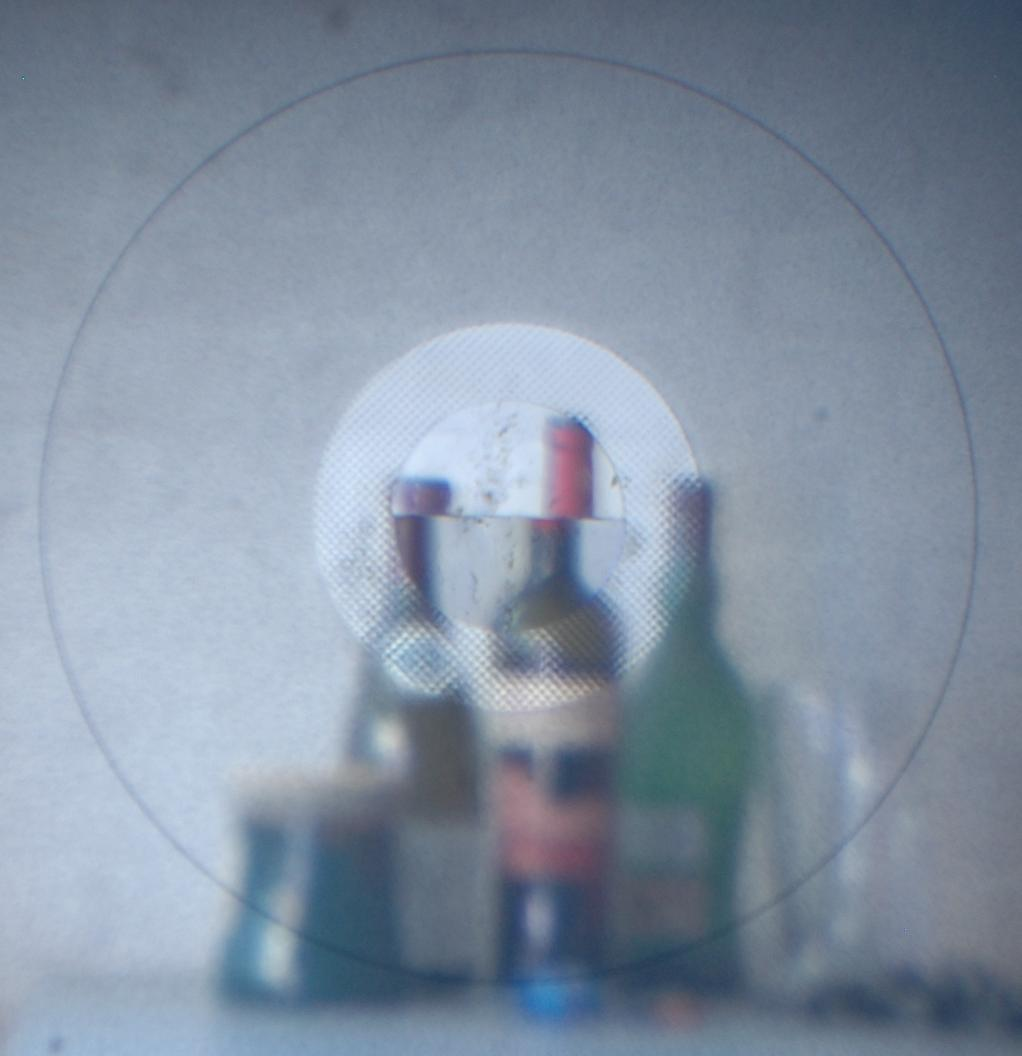
Pantalla dividida i microprisma - fora de focus
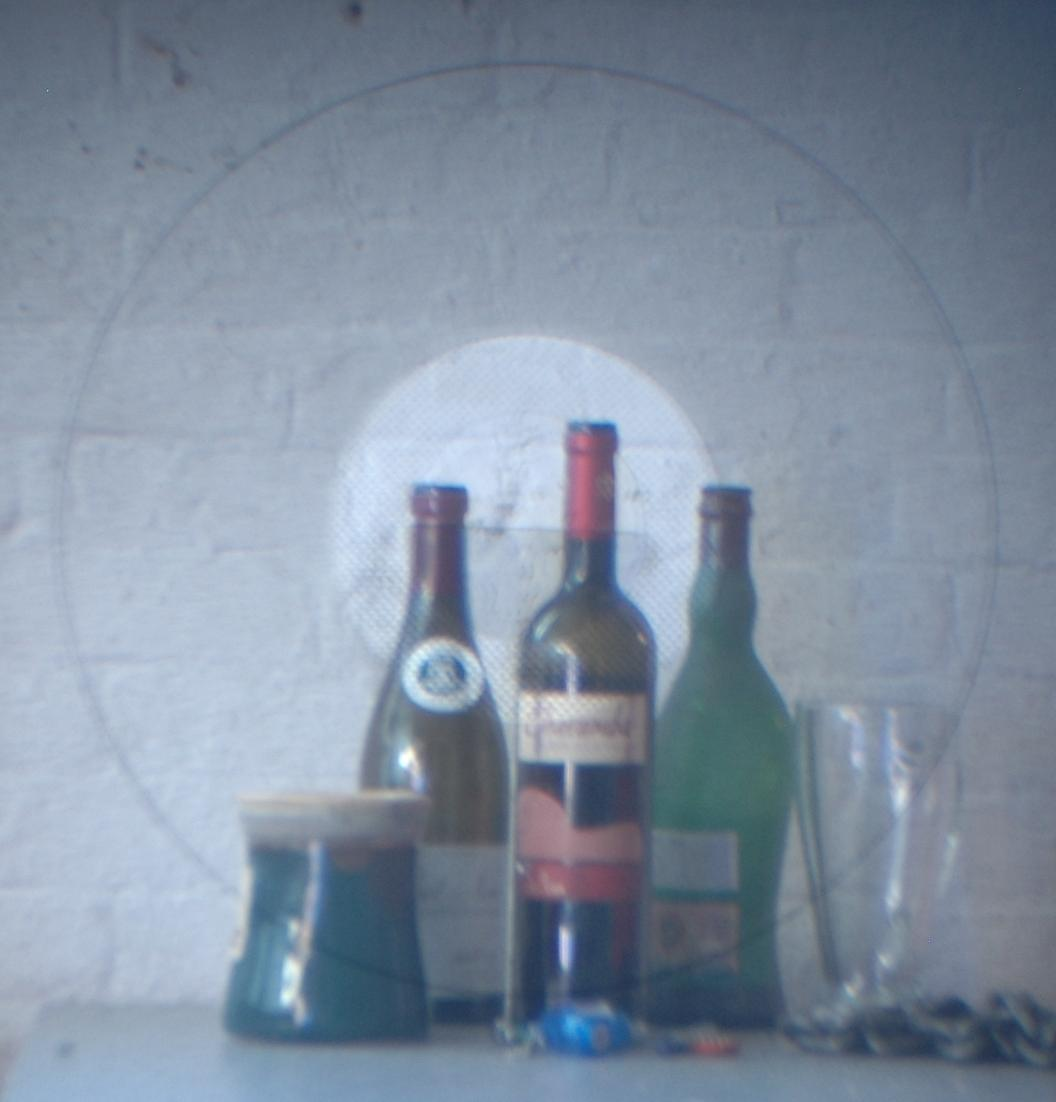
Pantalla dividida i microprisma - en focus